# Clasificación de Europa para los Juegos Olímpicos de Los Ángeles 1984
En la Clasificación de Europa para los Juegos Olímpicos de Los Ángeles de 1984 participaron 21 selecciones afiladas a la UEFA, al COI y a la FIFA.

## Grupos

### Grupo A
| Pos. | Equipo          | Pts. | PJ | G | E | P | GF | GC | Dif. | Clasificación                 |
| ---- | --------------- | ---- | -- | - | - | - | -- | -- | ---- | ----------------------------- |
| 1    | Unión Soviética | 11   | 6  | 3 | 2 | 1 | 9  | 4  | +5   | Abandonó los Juegos Olímpicos |
| 2    | Hungría         | 11   | 6  | 3 | 2 | 1 | 8  | 5  | +3   |                               |
| 3    | Bulgaria        | 8    | 6  | 1 | 5 | 0 | 7  | 5  | +2   |                               |
| 4    | Grecia          | 1    | 6  | 0 | 1 | 5 | 4  | 14 | −10  |                               |
| 5    | Turquía         | 0    | 0  | 0 | 0 | 0 | 0  | 0  | 0    | Se retiró                     |

 Fuente: 
| 23 de marzo de 1983 | Bulgaria       | 1 - 1   | Hungría  | Stadion Ivaylo, Veliko Tarnovo                              |                                                             |
|                     | Gospodinov 62' | Reporte | Kiss 47' | Asistencia: 20 000 espectadores Árbitro(s): Klaus Scheurell | Asistencia: 20 000 espectadores Árbitro(s): Klaus Scheurell |

| 13 de abril de 1983 | Hungría                                        | 3 - 1   | Grecia        | Béke téri Stadion, Budapest                                 |                                                             |
|                     | Kardos 40' (pen.) · Szokolai 68' · Tulipán 78' | Reporte | Dintsikos 37' | Asistencia: 5000 espectadores Árbitro(s): Damir Matovinović | Asistencia: 5000 espectadores Árbitro(s): Damir Matovinović |

| 18 de mayo de 1983 | Bulgaria                   | 2 - 2   | Unión Soviética | Stadion Deveti septemvri, Plovdiv                         |                                                           |
|                    | Yordanov 53' · Valchev 66' | Reporte | Gazzaev 16' 82' | Asistencia: 22 000 espectadores Árbitro(s): Paolo Bergamo | Asistencia: 22 000 espectadores Árbitro(s): Paolo Bergamo |

| 26 de mayo de 1983 | Unión Soviética                            | 3 - 0   | Grecia | Estadio Central Lenin, Moscú                                |                                                             |
|                    | Hratchov 9' · Aleïnikov 29' · Larionov 35' | Reporte |        | Asistencia: 21 600 espectadores Árbitro(s): Osmo Orankangas | Asistencia: 21 600 espectadores Árbitro(s): Osmo Orankangas |

| 7 de septiembre de 1983 | Hungría | 0 - 1   | Unión Soviética | Népstadion, Budapest                                       |                                                            |
|                         |         | Reporte | Tcherenkov 89'  | Asistencia: 34 000 espectadores Árbitro(s): Michel Vautrot | Asistencia: 34 000 espectadores Árbitro(s): Michel Vautrot |

| 21 de septiembre de 1983 | Grecia         | 1 - 2   | Hungría                 | Estadio Doxa Drama, Dráma                                     |                                                               |
|                          | Batsinilas 33' | Reporte | Dajka 58' · Hajszán 73' | Asistencia: 5000 espectadores Árbitro(s): Viriato Graça Oliva | Asistencia: 5000 espectadores Árbitro(s): Viriato Graça Oliva |

| 5 de octubre de 1983 | Grecia          | 1 - 3 | Unión Soviética                                | Olímpico, Atenas                                        |                                                         |
|                      | Muttsibonas 74' |       | Kuznetsov 29' · Klementyev 73' · Cherenkov 84' | Asistencia: 26 000 espectadores Árbitro(s): André Daina | Asistencia: 26 000 espectadores Árbitro(s): André Daina |

| 12 de octubre de 1983 | Unión Soviética | 0 - 0   | Bulgaria | Estadio Central Dynamo, Moscú                           |                                                         |
|                       |                 | Reporte |          | Asistencia: 14 000 espectadores Árbitro(s): Volker Roth | Asistencia: 14 000 espectadores Árbitro(s): Volker Roth |

| 28 de marzo de 1984 | Bulgaria | 0 - 0   | Grecia | Stadion Hadzhi Dimitar, Sliven                              |                                                             |
|                     |          | Reporte |        | Asistencia: 20 000 espectadores Árbitro(s): Edvard Šoštarić | Asistencia: 20 000 espectadores Árbitro(s): Edvard Šoštarić |

| 11 de abril de 1984 | Hungría   | 1 - 1   | Bulgaria   | Megyeri úti Stadion, Budapest                            |                                                          |
|                     | Dajka 15' | Reporte | Gochev 60' | Asistencia: 4000 espectadores Árbitro(s): Andrzej Libich | Asistencia: 4000 espectadores Árbitro(s): Andrzej Libich |

| 25 de abril de 1984 | Grecia      | 1 - 3   | Bulgaria                             | Municipal, Alejandrópolis |                          |
|                     | Vlachos 36' | Reporte | Gochev 42' · Tanev 68' · Valchev 82' | Árbitro(s): Alain Delmer  | Árbitro(s): Alain Delmer |

| 25 de abril de 1984 | Unión Soviética | 0 - 1   | Hungría      | Estadio Central Lenin, Moscú                           |                                                        |
|                     |                 | Reporte | Mészáros 71' | Asistencia: 35 000 espectadores Árbitro(s): Jan Keizer | Asistencia: 35 000 espectadores Árbitro(s): Jan Keizer |

### Grupo B
| Pos. | Equipo               | Pts. | PJ | G | E | P | GF | GC | Dif. | Clasificación                 |
| ---- | -------------------- | ---- | -- | - | - | - | -- | -- | ---- | ----------------------------- |
| 1    | Alemania Democrática | 18   | 8  | 5 | 3 | 0 | 11 | 1  | +10  | Abandonó los Juegos Olímpicos |
| 2    | Polonia              | 15   | 8  | 4 | 3 | 1 | 12 | 5  | +7   | Abandonó los Juegos Olímpicos |
| 3    | Noruega              | 10   | 8  | 2 | 4 | 2 | 4  | 6  | −2   | Clasificado                   |
| 4    | Dinamarca            | 6    | 8  | 1 | 3 | 4 | 6  | 12 | −6   |                               |
| 5    | Finlandia            | 4    | 8  | 1 | 1 | 6 | 5  | 14 | −9   |                               |

 Fuente: 
| 4 de mayo de 1983 | Dinamarca   | 1 - 2   | Alemania Democrática | Idrætspark, Aarhus                                   |                                                      |
|                   | Donnerup 3' | Reporte | Backs 10' · Pilz 49' | Asistencia: 6100 espectadores Árbitro(s): David Syme | Asistencia: 6100 espectadores Árbitro(s): David Syme |

| 4 de mayo de 1983 | Finlandia | 0 - 4   | Polonia                                       | Helsingin Olympiastadion, Helsinki                         |                                                            |
|                   |           | Reporte | Miłoszewicz 16' · Baran 55' · Biernat 85' 87' | Asistencia: 3130 espectadores Árbitro(s): Erik Fredriksson | Asistencia: 3130 espectadores Árbitro(s): Erik Fredriksson |

| 18 de mayo de 1983 | Finlandia | 0 - 1   | Alemania Democrática | Municipal, Kokkola                                     |                                                        |
|                    |           | Reporte | Kreer 12'            | Asistencia: 4500 espectadores Árbitro(s): Ulf Eriksson | Asistencia: 4500 espectadores Árbitro(s): Ulf Eriksson |

| 19 de mayo de 1983 | Dinamarca                 | 2 - 2   | Noruega                            | Idrætspark, Aarhus                                        |                                                           |
|                    | Manniche 27' · Chrois 50' | Reporte | Sóler 65' · Kollshaugen 80' (pen.) | Asistencia: 2500 espectadores Árbitro(s): Roger Schoeters | Asistencia: 2500 espectadores Árbitro(s): Roger Schoeters |

| 25 de mayo de 1983 | Polonia                                | 3 - 2   | Finlandia     | Stadion Hetman, Białystok                               |                                                         |
|                    | Miłoszewicz 16' 65' · Kensy 28' (pen.) | Reporte | Hjelm 37' 53' | Asistencia: 35 000 espectadores Árbitro(s): Jan Redelfs | Asistencia: 35 000 espectadores Árbitro(s): Jan Redelfs |

| 15 de junio de 1983 | Finlandia   | 1 - 1   | Noruega        | Kuopion Keskuskenttä, Kuopio                                 |                                                              |
|                     | Annunen 40' | Reporte | Kollshaugen 8' | Asistencia: 2153 espectadores Árbitro(s): Anatoliy Milchenko | Asistencia: 2153 espectadores Árbitro(s): Anatoliy Milchenko |

| 22 de junio de 1983 | Dinamarca                        | 3 - 0   | Finlandia | Idrætspark, Aarhus                                     |                                                        |
|                     | Spangsborg 38' · Laudrup 76' 89' | Reporte |           | Asistencia: 2150 espectadores Árbitro(s): Joël Quiniou | Asistencia: 2150 espectadores Árbitro(s): Joël Quiniou |

| 30 de junio de 1983 | Noruega | 0 - 1   | Polonia         | Ullevaal Stadion, Oslo                                    |                                                           |
|                     |         | Reporte | Zgutczyński 73' | Asistencia: 10 305 espectadores Árbitro(s): Egbert Mulder | Asistencia: 10 305 espectadores Árbitro(s): Egbert Mulder |

| 17 de agosto de 1983 | Noruega                | 1 - 1   | Dinamarca    | Ullevaal Stadion, Oslo                                       |                                                              |
|                      | Kollshaugen 24' (pen.) | Reporte | Manniche 43' | Asistencia: 8354 espectadores Árbitro(s): Henk van Ettekoven | Asistencia: 8354 espectadores Árbitro(s): Henk van Ettekoven |

| 24 de agosto de 1983 | Finlandia | 0 - 0   | Dinamarca | Rovaniemen Keskuskenttä, Rovaniemi                 |                                                    |
|                      |           | Reporte |           | Asistencia: 2677 espectadores Árbitro(s): Bo Helén | Asistencia: 2677 espectadores Árbitro(s): Bo Helén |

| 7 de septiembre de 1983 | Alemania Democrática            | 3 - 1   | Polonia         | Ernst-Thälmann-Stadion, Karl-Marx-Stadt                   |                                                           |
|                         | Raab 5' · Pastor 82' · Pilz 86' | Reporte | Zgutczyński 65' | Asistencia: 16 000 espectadores Árbitro(s): Alexis Ponnet | Asistencia: 16 000 espectadores Árbitro(s): Alexis Ponnet |

| 5 de octubre de 1983 | Alemania Democrática | 1 - 0   | Finlandia | Ostseestadion, Rostock                                 |                                                        |
|                      | Richter 9'           | Reporte |           | Asistencia: 5000 espectadores Árbitro(s): Josef Pouček | Asistencia: 5000 espectadores Árbitro(s): Josef Pouček |

| 5 de octubre de 1983 | Dinamarca | 0 - 1   | Polonia  | Idrætspark, Aarhus                                  |                                                     |
|                      |           | Reporte | Buda 22' | Asistencia: 700 espectadores Árbitro(s): Kenny Hope | Asistencia: 700 espectadores Árbitro(s): Kenny Hope |

| 26 de octubre de 1983 | Noruega                                                   | 4 - 2   | Finlandia                 | Melløs Stadion, Moss                                        |                                                             |
|                       | Solér 3' · Kollshaugen 5' (pen.) 40' (pen.) · Bjarnøy 63' | Reporte | Boström 15' · Annunen 83' | Asistencia: 2067 espectadores Árbitro(s): Walter Eschweiler | Asistencia: 2067 espectadores Árbitro(s): Walter Eschweiler |

| 29 de octubre de 1983 | Noruega   | 1 - 1   | Alemania Democrática | Stavanger Stadion, Stavanger                               |                                                            |
|                       | Solér 68' | Reporte | Pilz 57'             | Asistencia: 1036 espectadores Árbitro(s): Erik Fredriksson | Asistencia: 1036 espectadores Árbitro(s): Erik Fredriksson |

| 9 de noviembre de 1983 | Polonia         | 1 - 0   | Noruega | Stadion Olimpii, Poznań                                   |                                                           |
|                        | Zgutczyński 70' | Reporte |         | Asistencia: 7000 espectadores Árbitro(s): Horst Brummeier | Asistencia: 7000 espectadores Árbitro(s): Horst Brummeier |

| 12 de noviembre de 1983 | Alemania Democrática | 1 - 0   | Noruega | Karl-Liebknecht-Stadion, Potsdam                              |                                                               |
|                         | Raab 31'             | Reporte |         | Asistencia: 8500 espectadores Árbitro(s): Velodi Miminoshvili | Asistencia: 8500 espectadores Árbitro(s): Velodi Miminoshvili |

| 4 de abril de 1984 | Polonia                      | 2 - 1 | Alemania Democrática | Stadion Miejski w Szczecinie, Szczecin                     |                                                            |
|                    | Pękala 38' · Miłoszewicz 80' |       | Kensy 53' (a.g.)     | Asistencia: 30 000 espectadores Árbitro(s): John Carpenter | Asistencia: 30 000 espectadores Árbitro(s): John Carpenter |

| 18 de abril de 1984 | Alemania Democrática                                        | 4 - 0   | Dinamarca | Ernst-Grube-Stadion, Magdeburgo                              |                                                              |
|                     | Zötzsche 20' (pen.) · Backs 32' · Mothes 67' · Stahmann 77' | Reporte |           | Asistencia: 12 500 espectadores Árbitro(s): David Richardson | Asistencia: 12 500 espectadores Árbitro(s): David Richardson |

| 22 de abril de 1984 | Polonia | 0 - 0   | Dinamarca | Stadion Miejski, Lublin                                    |                                                            |
|                     |         | Reporte |           | Asistencia: 12 000 espectadores Árbitro(s): Mircea Salomir | Asistencia: 12 000 espectadores Árbitro(s): Mircea Salomir |

### Grupo C

#### Ronda Preliminar
| Equipo 1      | Agr. | Equipo 2     | Ida | Vuelta |
| ------------- | ---- | ------------ | --- | ------ |
| Liechtenstein | 1–6  | Países Bajos | 0–3 | 1–3    |

| 2 de mayo de 1983 | Liechtenstein | 0 - 3   | Países Bajos                      | Sportplatz Rheinau, Balzers                            |                                                        |
|                   |               | Reporte | Houtman 3' 9' · van der Hooft 70' | Asistencia: 650 espectadores Árbitro(s): Gerald Losert | Asistencia: 650 espectadores Árbitro(s): Gerald Losert |

| 15 de marzo de 1983 | Países Bajos                            | 3 - 1 | Liechtenstein | De Adelaarshorst, Deventer                            |                                                       |
|                     | Koevermans 17' · Lokhoff 21' · Jans 27' |       | Frick 43'     | Asistencia: 3500 espectadores Árbitro(s): Jean Koster | Asistencia: 3500 espectadores Árbitro(s): Jean Koster |

#### Fase de Grupo
| Pos. | Equipo       | Pts. | PJ | G | E | P | GF | GC | Dif. | Clasificación |
| ---- | ------------ | ---- | -- | - | - | - | -- | -- | ---- | ------------- |
| 1    | Yugoslavia   | 13   | 6  | 4 | 1 | 1 | 14 | 6  | +8   | Clasificado   |
| 2    | Rumania      | 11   | 6  | 3 | 2 | 1 | 7  | 5  | +2   |               |
| 3    | Italia       | 4    | 6  | 0 | 4 | 2 | 7  | 12 | −5   |               |
| 4    | Países Bajos | 3    | 6  | 0 | 3 | 3 | 4  | 9  | −5   |               |

 Fuente: 
| 30 de marzo de 1983 | Yugoslavia                                      | 4 - 1   | Rumania      | Stadion JNA, Belgrado                                           |                                                                 |
|                     | Halilović 23' 78' · Janjanin 39' · Živković 74' | Reporte | Irimescu 61' | Asistencia: 5000 espectadores Árbitro(s): Augusto Marques Pires | Asistencia: 5000 espectadores Árbitro(s): Augusto Marques Pires |

| 26 de abril de 1983 | Rumania                                  | 3 - 0   | Países Bajos | Stadionul Municipal, Râmnicu Vâlcea                       |                                                           |
|                     | Văetuș 17' 29' · van Tiggelen 75' (a.g.) | Reporte |              | Asistencia: 15 000 espectadores Árbitro(s): Adolf Mathias | Asistencia: 15 000 espectadores Árbitro(s): Adolf Mathias |

| 8 de junio de 1983 | Italia               | 2 - 2 | Yugoslavia                      | Estadio Silvio Appiani, Padua                             |                                                           |
|                    | Iorio 2' · Bagni 36' |       | B. Cvetković 63' · Đurovski 67' | Asistencia: 14 294 espectadores Árbitro(s): Abraham Klein | Asistencia: 14 294 espectadores Árbitro(s): Abraham Klein |

| 5 de octubre de 1983 | Países Bajos | 0 - 0 | Rumania | Stadion Galgenwaard, Utrecht                                    |  |
|                      |              |       |         | Asistencia: 9000 espectadores Árbitro(s): Augusto Lamo Castillo |  |

| 26 de octubre de 1983 | Rumania | 0 - 0 | Italia | Stadionul Municipal, Brașov                                |  |
|                       |         |       |        | Asistencia: 15 000 espectadores Árbitro(s): Bogdan Dotchev |  |

| 9 de noviembre de 1983 | Yugoslavia                                                                        | 5 - 1   | Italia           | Stadion Kantrida, Rijeka                               |                                                        |
|                        | Gračan 11' · Baždarević 13' · Đurovski 42' (pen.) · Stojković 75' · Halilović 85' | Reporte | Bagni 17' (pen.) | Asistencia: 15 000 espectadores Árbitro(s): David Syme | Asistencia: 15 000 espectadores Árbitro(s): David Syme |

| 17 de diciembre de 1983 | Yugoslavia               | 2 - 1 | Países Bajos | Stadion Pod Bijelim Brijegom, Mostar                       |                                                            |
|                         | Smajić 63' · Bošnjak 66' |       | Hoekstra 88' | Asistencia: 15 000 espectadores Árbitro(s): Yordan Zhezhov | Asistencia: 15 000 espectadores Árbitro(s): Yordan Zhezhov |

| 25 de enero de 1984 | Italia                     | 2 - 2   | Países Bajos             | Arena Garibaldi, Piza                                  |                                                        |
|                     | Battistini 73' · Iorio 74' | Reporte | Bosman 34' · Wouters 77' | Asistencia: 8753 espectadores Árbitro(s): George Smith | Asistencia: 8753 espectadores Árbitro(s): George Smith |

| 28 de marzo de 1984 | Italia    | 1 - 2   | Rumania                 | Stadio Renato-Dall'Ara, Bologna                                      |                                                                      |
|                     | Bagni 36' | Reporte | Irimescu 15' · Hagi 75' | Asistencia: 7673 espectadores Árbitro(s): Victoriano Sánchez Arminio | Asistencia: 7673 espectadores Árbitro(s): Victoriano Sánchez Arminio |

| 4 de abril de 1984 | Países Bajos | 0 - 1 | Yugoslavia | Stadion De Baandert, Sittard                              |                                                           |
|                    |              |       | Pančev 54' | Asistencia: 9000 espectadores Árbitro(s): Malcolm Moffatt | Asistencia: 9000 espectadores Árbitro(s): Malcolm Moffatt |

| 18 de abril de 1984 | Rumania    | 1 - 0   | Yugoslavia | Stadionul Municipal, Brăila                             |                                                         |
|                     | Mateuț 28' | Reporte |            | Asistencia: 15 000 espectadores Árbitro(s): Jozef Marko | Asistencia: 15 000 espectadores Árbitro(s): Jozef Marko |

| 18 de abril de 1984 | Países Bajos      | 1 - 1 | Italia     | Stadion Galgenwaard, Utrecht                             |                                                          |
|                     | van der Horst 73' |       | Serena 64' | Asistencia: 15 000 espectadores Árbitro(s): Dieter Pauly | Asistencia: 15 000 espectadores Árbitro(s): Dieter Pauly |

### Grupo D

#### Zona 1
| Pos. | Equipo           | Pts. | PJ | G | E | P | GF | GC | Dif. | Clasificación |
| ---- | ---------------- | ---- | -- | - | - | - | -- | -- | ---- | ------------- |
| 1    | Alemania Federal | 9    | 4  | 3 | 0 | 1 | 7  | 3  | +4   | Fase Final    |
| 2    | Portugal         | 6    | 4  | 2 | 0 | 2 | 5  | 6  | −1   |               |
| 3    | Israel           | 3    | 4  | 1 | 0 | 3 | 2  | 5  | −3   |               |

 Fuente: 
| 24 de abril de 1983 | Portugal                                | 3 - 1   | Alemania Federal    | Nacional, Lisboa                                         |                                                          |
|                     | Ademar 3' · Lito 54' (pen.) · Pires 82' | Reporte | Schatzschneider 52' | Asistencia: 5000 espectadores Árbitro(s): Ronald Bridges | Asistencia: 5000 espectadores Árbitro(s): Ronald Bridges |

| 8 de junio de 1983 | Alemania Federal      | 2 - 0   | Israel | Stadion am Zoo, Wuppertal                                            |                                                                      |
|                    | Hartwig 3' · Waas 86' | Reporte |        | Asistencia: 9000 espectadores Árbitro(s): Victoriano Sánchez Arminio | Asistencia: 9000 espectadores Árbitro(s): Victoriano Sánchez Arminio |

| 4 de octubre de 1983 | Alemania Federal                            | 3 - 0   | Portugal | Stadion an der Bremer Brücke, Osnabrück                            |                                                                    |
|                      | Schatzschneider 38' 75' (pen.) · Bommer 47' | Reporte |          | Asistencia: 15 000 espectadores Árbitro(s): Joseph Bertram Worrall | Asistencia: 15 000 espectadores Árbitro(s): Joseph Bertram Worrall |

| 30 de octubre de 1983 | Israel    | 1 - 0   | Portugal | Bloomfield Stadium, Tel Aviv                        |                                                     |
|                       | Cohen 76' | Reporte |          | Asistencia: 8000 espectadores Árbitro(s): Ioan Igna | Asistencia: 8000 espectadores Árbitro(s): Ioan Igna |

| 20 de noviembre de 1983 | Israel | 0 - 1   | Alemania Federal   | Bloomfield Stadium, Tel Aviv                              |                                                           |
|                         |        | Reporte | Schatzschneider 5' | Asistencia: 17 000 espectadores Árbitro(s): Gérard Biguet | Asistencia: 17 000 espectadores Árbitro(s): Gérard Biguet |

| 11 de enero de 1984 | Portugal                  | 2 - 1   | Israel   | Estádio do Restelo, Lisboa                               |                                                          |
|                     | Murça 26' · Frederico 79' | Reporte | Yani 15' | Asistencia: 2500 espectadores Árbitro(s): Gino Menicucci | Asistencia: 2500 espectadores Árbitro(s): Gino Menicucci |

#### Zona 2
| Pos. | Equipo  | Pts. | PJ | G | E | P | GF | GC | Dif. | Clasificación |
| ---- | ------- | ---- | -- | - | - | - | -- | -- | ---- | ------------- |
| 1    | Francia | 10   | 4  | 3 | 1 | 0 | 7  | 2  | +5   | Fase Final    |
| 2    | Bélgica | 3    | 4  | 0 | 3 | 1 | 1  | 3  | −2   |               |
| 3    | España  | 2    | 4  | 0 | 2 | 2 | 1  | 4  | −3   |               |

 Fuente: 
| 9 de marzo de 1983 | Bélgica | 0 - 0   | España | Het Lisp, Lierre                                          |                                                           |
|                    |         | Reporte |        | Asistencia: 1500 espectadores Árbitro(s): Moshe Ashkenazi | Asistencia: 1500 espectadores Árbitro(s): Moshe Ashkenazi |

| 23 de marzo de 1983 | España | 0 - 1   | Francia    | Estadio Nueva Condomina, Murcia                           |                                                           |
|                     |        | Reporte | Xuereb 87' | Asistencia: 28 000 espectadores Árbitro(s): Egbert Mulder | Asistencia: 28 000 espectadores Árbitro(s): Egbert Mulder |

| 23 de abril de 1983 | Francia       | 2 - 0   | Bélgica | Stade Marcel-Michelin, Clermont-Ferrand                     |                                                             |
|                     | Xuereb 6' 15' | Reporte |         | Asistencia: 13 000 espectadores Árbitro(s): Klaus Scheurell | Asistencia: 13 000 espectadores Árbitro(s): Klaus Scheurell |

| 21 de septiembre de 1983 | España | 0 - 0   | Bélgica | Estadio Carlos Tartiere, Oviedo                           |                                                           |
|                          |        | Reporte |         | Asistencia: 18 000 espectadores Árbitro(s): Pietro D'Elia | Asistencia: 18 000 espectadores Árbitro(s): Pietro D'Elia |

| 9 de noviembre de 1983 | Bélgica   | 1 - 1   | Francia      | Stade de la Neuville, Charleroi                              |                                                              |
|                        | Hoste 63' | Reporte | Xuereb 90+2' | Asistencia: 4000 espectadores Árbitro(s): Ulrich Nyffenegger | Asistencia: 4000 espectadores Árbitro(s): Ulrich Nyffenegger |

| 29 de febrero de 1984 | Francia                               | 3 - 1   | España         | Stade de La Colombière, Épinal                                |                                                               |
|                       | Cubaynes 26' 77' (pen.) · Jeannol 75' | Reporte | Butragueño 10' | Asistencia: 10 529 espectadores Árbitro(s): Reidar Bjørnestad | Asistencia: 10 529 espectadores Árbitro(s): Reidar Bjørnestad |

#### Fase Final
| Equipo 1 | Agr. | Equipo 2         | Ida | Vuelta |
| -------- | ---- | ---------------- | --- | ------ |
| Francia  | 2–1  | Alemania Federal | 1–1 | 1–0    |

| 27 de marzo de 1984 | Francia    | 1 - 1   | Alemania Federal    | Parc des Princes, París                                        |                                                                |
|                     | Xuereb 30' | Reporte | Schatzschneider 86' | Asistencia: 25 000 espectadores Árbitro(s): Ulrich Nyffenegger | Asistencia: 25 000 espectadores Árbitro(s): Ulrich Nyffenegger |

| 17 de abril de 1984 | Alemania Federal | 0 - 1   | Francia     | Ruhrstadion, Bochum                                    |                                                        |
|                     |                  | Reporte | Lacombe 76' | Asistencia: 18 000 espectadores Árbitro(s): Ib Nielsen | Asistencia: 18 000 espectadores Árbitro(s): Ib Nielsen |

## Clasificados
A causa del Pacto de Varsovia, Unión Soviética, Alemania Democrática, Checoslovaquia y Polonia decidieron boicotear los Juegos Olímpicos de Los Ángeles 1984. Alemania Federal reemplazó a Unión Soviética, Italia reemplazó a Checoslovaquia y Noruega reemplazó a Alemania Democrática.
- Italia
- Noruega
- Alemania Federal
- Yugoslavia
- Francia